# Protankyra bidentata
Protankyra bidentata is een zeekomkommer uit de familie Synaptidae.
De wetenschappelijke naam van de soort werd in 1858 gepubliceerd door Woodward & Barett.